# Římskokatolická farnost Říčany u Prahy
Římskokatolická farnost Říčany u Prahy je jedno z územních společenství římských katolíků v jílovském vikariátu s farním kostelem sv. Petra a Pavla.

## Dějiny farnosti
Roku 1253 zřízena plebánie, po reformaci filiálka uhříněveské farnosti. V roce 1707 byla říčanská farnost obnovena, od 1. listopadu 1928 povýšena na děkanství. 1. července 1994 znovu farnost, která byla od 29. července 2005 smluvně svěřena řeholníkům řádu premonstrátů. Matriky vedené od roku 1707 jsou uloženy na městském úřadě Říčany, matriky od roku 1950 jsou pak uloženy ve farnosti. (Starší názvy: Ržícžan; Říčana; Říčany)

## Kostely farnosti
| Kostel                                                     | Místo             | Bohoslužba                                                              |
| ---------------------------------------------------------- | ----------------- | ----------------------------------------------------------------------- |
| sv. Václava                                                | Jažlovice         | ne 11.00 pouze 2., 3. a 4. neděle v měsíci                              |
| sv. Mikuláše                                               | Otice             | ne 11.00 pouze 1. neděle v měsíci                                       |
| sv. Martina                                                | Kostelec u Křížků | ne 10.15                                                                |
| sv. Františka z Assisi                                     | Kamenice          | so 16.00 s nedělní platností                                            |
| Nanebevzetí Panny Marie                                    | Štiřín            |                                                                         |
| Nanebevzetí Panny Marie                                    | Mukařov           | ne 08.00                                                                |
| kaple Panny Marie Lurdské                                  | Mukařov           | součást Charitního domova pro seniory                                   |
| sv. Bartoloměje                                            | Popovičky         | so 14.30 kromě 1. soboty                                                |
| Narození Panny Marie                                       | Olešky            | so 14:30, jen první v měsíci                                            |
| sv. Petra a Pavla                                          | Říčany            | út čt 09.00 ne 09.30 st pá so 18.00 sobotní mše sv. s nedělní platností |
| sv. Martina                                                | Lipany            | ne 13.00, pouze 2. a 4. v měsíci                                        |
| sv. Jana Křtitele                                          | Tehov             | ne 13.00 pouze 3. neděle v měsíci                                       |
| Panny Marie                                                | Všestary          | ne 14.30 pouze 2. neděle v měsíci                                       |
| Panny Marie Sněžné                                         | Velké Popovice    | ne 8.30                                                                 |
| sv. Maří Magdalény                                         | Kunice            | ne 15.00 pouze 3. neděle v měsíci                                       |
| Božího milosrdenství, sv. Norberta a sv. Terezie z Lisieux | Říčany            |                                                                         |

## Osoby ve farnosti
P. Mgr. Konstantin Petr Mikolajek O.Praem., administrátor

P. Mgr. Matěj Jaroslav Baluch O.Praem., farní vikář